# Padina (Silistra)
Padina (Bulgaars: Падина) is een dorp in het noordoosten van Bulgarije, gelegen in de gemeente Glavinitsa in de oblast Silistra. Het dorp ligt ongeveer 36 km ten zuidwesten van Silistra en 319 km ten noordoosten van de hoofdstad Sofia.

## Bevolking
In de eerste volkstelling van 1934 registreerde het dorp 295 inwoners. Dit groeide tot een officiële hoogtepunt van 525 inwoners in 1965. Sindsdien neemt het inwonersaantal af (met een onderbreking in 2001). Op 31 december 2019 telde het dorp 312 inwoners.
Alle 332 inwoners reageerden op de optionele volkstelling van 2011. Van deze 332 respondenten identificeerden 327 personen zichzelf als Bulgaarse Turken (98,5%), gevolgd door 4 etnische Bulgaren (1,2%) en een ondefinieerbare etniciteit (0,2%).
Van de 332 inwoners in februari 2011 werden geteld, waren er 44 jonger dan 15 jaar oud (13,3%), gevolgd door 244 personen tussen de 15-64 jaar oud (73,5%) en 44 personen van 65 jaar of ouder (13,3%).